# 弘達金融控股
弘達金融控股有限公司，簡稱弘達金融控股（英語：HongDa Financial Holding Limited，港交所：1822），前身為「幻音數碼控股有限公司」和「宜租互聯網租車有限公司」，於1999年由香港科技大學校友廖家俊（前主席及行政總裁）、香港大學校友崔志英和鄭樹坤創立，名為「幻音數碼有限公司」，現時董事會主席為鄧淑芬。
當時業務於全球經營數字信號處理、移動、無線、互聯網、多媒體、以及Android平台的發展技術（其後在2015年4月29日，以67,690港元出售），而股份則在2009年12月16日於港交所創業板上市，當時代碼為8248.HK，招股價為0.67至0.73港元，發行股份為1.5億股，而集資額為約1.09億港元，而於2011年6月3日轉在主板上市2014年11月28日全面收購擁有汽車租賃業務的鴻智有限公司，並於2015年6月8日正式更名為宜租互聯網租車有限公司。
而現時業務全球經營互聯網汽車租賃市場。

## 連結
- PerceptionDigital.com
- ERentalCar.com.hk
- HongDaFin.com.hk （页面存档备份，存于）